# Abendzauber (Bruckner)
Abendzauber, WAB 57, ist ein weltliches Chorwerk, das 1878 von Anton Bruckner komponiert wurde.

## Geschichte
Bruckner komponierte das Stück nach einem Text von Heinrich von der Mattig innerhalb einer zweieinhalbjährigen Revisionsperiode zwischen Abschluss der Fünften Sinfonie (Mai 1876) und Beginn des Streichquintetts (Dezember 1878) am 13. Januar 1878 und widmete es Carl Almeroth, einem Freund und Mitglied des Steyrer Consortiums, welches Bruckner finanziell unterstützte. Das Stück wurde zu Lebzeiten des Komponisten unter anderem wegen seiner Aufführungsschwierigkeiten (Brummstimmen) nicht aufgeführt. Erst 1911 wurde es von Viktor Keldorfer mit dem Wiener Männergesang-Verein uraufgeführt und danach in der Universal Edition veröffentlicht. Das Werk war in der Zwischenkriegszeit bei österreichischen Chören sehr beliebt.
Das Werk, dessen Originalmanuskript im Archiv des Wiener Männergesang-Vereins aufbewahrt wird, ist im Band XXIII/2, Nr. 29 der Gesamtausgabe erschienen.

## Text
Der Text stammt von Heinrich von der Mattig, einem Pseudonym des Salzburger Regimentsarztes Dr. Heinrich Wallmann. Dieser hatte Bruckner 1873 medizinisch beraten und war außerdem Teil einer Stammtischrunde, der auch Bruckner angehörte. Anders als Das hohe Lied war der Abendzauber vor der Komposition noch nie erschienen - möglicherweise wurde der Text sogar eigens dafür verfasst.
Vorbild für den Text ist das Gedicht Mondnacht von Joseph von Eichendorff; Wallmann übernimmt dessen Verstypus: vierzeilige Strophen aus jambischen Dreihebern mit abwechselnd klingendem und stumpfem Schluss.
Der See träumt zwischen Felsen,

Es flüstert sanft der Hain.

Den Bergeshang beleuchtet

Des Mondes Silberschein.

Und aus dem Waldesdunkel

Hallt Nachtigallensang,

Und von dem See weh’n Lieder

Mit zauberhaftem Klang.

Ich saß am Seegestade,

Vertieft in süßen Traum;

Da träumte ich zu schweben

Empor zum Himmelsraum.

Wer könnte je vergessen

Den wonnevollen Ort!

Noch tief im Herzen klingen

Die Zaubertöne fort.

## Musik
Das 82 Takte lange Werk in Ges-Dur ist für Männerchor, Hornquartett, Fernstimmen (Jodler) und Tenorbariton-Solist geschrieben. Ähnlich wie in Das hohe Lied, WAB 74, wird der erste Teil (58 Takte) vom Solisten, mit begleitenden „Brummstimmen“ des Männerchors, gesungen. Ab „Wer könnte je vergessen“ wird die Melodie vom Chor übernommen. Das Hornquartett stellt den Klang von vier Alphörnern und ein dreistimmiger „Ferngesang“ von Frauenstimmen einen Jodler dar.
Der Musikwissenschaftler Ernst Kurth hält dieses originelle, etwas merkwürdige Stück für eines der romantischsten Werke Bruckners.

### Musikalische Analyse
Die vorliegende Analyse folgt der von Viktor Keldorfer herausgegebenen Ausgabe der Universal Edition.
Das Stück beginnt mit den charakteristischen Hornsignalen, zunächst im piano, dann als Echo im pianissimo. Im Takt 3 setzt der Männerchor mit Brummstimme ein, während die Hörner noch drei Mal in verklingender Weise ihr Signal intonieren. Nach dieser viertaktigen Einleitung steigt der Tenorbariton-Solist ruhig, hervortretend, aber im piano ein.
Der erste Abschnitt des Stücks besteht aus 12 Takten (2 × 6 Takte), in denen der Solist die ersten beiden Zeilen des ersten Verses wiederholt. Der Männerchor hat die harmonische Begleitfunktion und kadenziert in den ersten sechs Takten streng in der Ausgangstonart über dem Orgelpunkt Ges im 2. Bass, im Folgenden ändert sich die Melodie des Solisten und auch die harmonische Fortschreitung durch die Rückung von Ges-Dur nach As-Dur (T. 14) – das Stück erreicht den Halbschluss Des-Dur. Jeweils im sechsten Takt dieser Phrasen intonieren die Hörner ihr Signal im pianopianissimo.
Der zweite Abschnitt besteht ebenfalls aus 12 Takten, jedoch nun in drei viertaktige Phrasen unterteilt. An der Textstelle „Den Bergeshang beleuchtet des Mondes Silberschein“ erreicht Bruckner einen aufleuchtenden Effekt, in dem er auf den vorangegangenen Halbschluss Des-Dur nicht, wie zu erwarten wäre, wieder Ges-Dur folgen lässt, sondern das terzverwandte F-Dur, welches er im nächsten Takt sogar um einen Ganzton nach G-Dur erhöht (T. 18). Das Stück erlebt seinen ersten dynamischen Höhepunkt in E-Dur auf dem Wort „Silberschein“ des Solisten (T. 20), an dem Chor und Solist zum ersten Mal forte singen. Die folgenden Rückungen und terzverwandten harmonischen Verbindungen (E-Dur – F-Dur7 – D-Dur – Es-Dur – C-Dur – F-Dur7 – B-Dur – Ges-Dur – Es-Moll – As-Dur – Des-Dur) haben wiederum die Erreichung des Halbschlusses Des-Dur zum Ziel und wurden von Bruckner a cappella komponiert – der Herausgeber ermöglichte jedoch die harmonische Stützung des Chors durch Stichnoten in den Hornstimmen jeweils zum Ende der viertaktigen Phrasen. Auffällig an den Harmonien ist, dass lediglich F-Dur als Septakkord vorkommt. Im letzten Takt des zweiten Abschnitts kommen zum ersten Mal die Fernstimmen vor, die den Rhythmus des Hornsignales übernehmen, diesen jedoch als Jodler („Hollaroh! diaridiahollaroh“) ausführen. Der Jodler-Text stammt nicht von Bruckner, sondern wurde von Keldorfer hinzugefügt.
Das harmonische Tempo, an diesem Punkt durch ganztaktige Harmoniewechsel etabliert, verlangsamt sich im dritten Abschnitt, der gleichzeitig den Beginn der zweiten Strophe darstellt. Wieder vermeidet Bruckner die Ausgangstonart Ges-Dur nach dem Halbschluss Des-Dur und führt das Stück (analog zum zweiten Abschnitt) nach F-Dur. Das langsamere harmonische Tempo erlaubt nur mehr zweitaktige Harmoniewechsel – Bruckner verwendet hier wiederum terzverwandte Akkorde (F-Dur – A-Dur – Des-Dur – B-Dur). Die beruhigte Stimmung wird jedoch durch die abwechselnden Hornsignale und Fernstimmen sowie die dynamische Steigerung (forte im Chor, während von Hörnern, Fernstimmen und dem Solisten sogar ein fortissimo verlangt wird), aufgewühlt. Die Wiederholung der Textzeile „mit zauberhaftem Klang“ führt in einer Rückung von B-Dur nach Ces-Dur (T. 36f.) sowie wieder zurück ins pianissimo. „Etwas langsamer“ findet sich das Stück über As-Moll wieder auf der Dominante Des-Dur ein; eine einsame Jodelstimme schraubt sich im legato in die Höhe, erinnert an die vorige Dreistimmigkeit und führt nun endlich doch in die Ausgangstonart Ges-Dur zurück.
Der vierte Abschnitt stellt eine Reprise des Beginns dar. Nach zwei Takten Männerchor mit Hornsignalen steigt der Solist mit der Melodie des Beginns wieder ein und singt den dritten Vers. Anders als zuvor setzen im sechsten Takt der Phrase allerdings die Fernstimmen ein (T. 48). Die Textzeile „Da träumte ich zu schweben / Empor zum Himmelstraum“ führt schließlich zum dynamischen Höhepunkt des Stücks im fortefortissimo und D-Dur. Erreicht wird dieses zunächst über die bereits aus Takt 14 bekannte Rückung von Ges-Dur nach As-Dur, auf diese folgt jedoch der Sextakkord von E-Dur, welcher in den Quintsextakkord von F-Dur und über den Übermäßigen Quintsextakkord (German Sixth) in den Septakkord von A-Dur und schließlich nach D-Dur führt. Starke Hornsignale im fortefortissimo verdeutlichen den Höhepunkt im Takt 55. Von da an führt das Stück wieder zurück ins pianissimo und über den Abgesang im Männerchor (eine typische Bruckner-Vorhaltskette) wird der letzte Abschnitt erreicht.
In diesem letzten Abschnitt singt der Männerchor für den Solisten, der bereits den Himmelstraum erreicht hat, weiter: „Wer könnte je vergessen / Den wonnevollen Ort! / Noch tief im Herzen klingen / Die Zaubertöne fort.“ Der 2. Bass beginnt allein, 1. Bass und 2. Tenor steigen ein und bilden den Quartvorhalt von D-Dur. Mit dem Einstieg des 1. Tenors festigt sich die Tonalität auf As-Dur und der Chor kadenziert schließlich a cappella in dieser Tonart. Die Stelle wird einen Halbton höher wiederholt. Homophone Achtstimmigkeit im Männerchor in F-Dur, D-Dur und schließlich Ges-Dur bringt das Stück zu einem ruhigen Ende. Hornquartett und Fernstimmen wechseln sich in ihren Einwürfen ab, bis lediglich ein ausgehaltener Schlussakkord in leisester Dynamik im Chor übrig bleibt.

## Diskografie (Auswahl)
Die erste Aufnahme von Abendzauber stammt von Bryan Fairfax mit Alfred Orda (Tenor), dem BBC Chorus und den Hörnern des London Symphony Orchestra, Szymanowski - Bruckner - Schumann. A Choral Anthology – CD: Symposium Records 1423 (4. September 1960).
Eine Auswahl der wenigen weiteren Aufnahmen:
- Rolf Beck, Markus Krause (Bariton), Süddeutsches Vokalensemble und Hornensemble Marie Luise Neunecker, Romantische Chormusik – CD:Koch Schwann 3 1398-2 H1, 1994
- Timothy Seelig, Timothy Jenkins (Tenor), Turtle Creek Chorale and Fort Worth Symphony Brass, Times of the Day – CD: Reference Recordings RR-67, 1995
- Jan Schumacher, Christoph Prégardien (Tenor), Camerata Musica Limburg, Serenade. Songs of night and love – CD: Genuin GEN 12224, 2011 - with male „yodelers“